# NGC 7549
NGC 7549 (другие обозначения — PGC 70832, UGC 12457, IRAS23127+1846, MCG 3-59-14, Arp 99, ZWG 454.13, HCG 93B, KUG 2312+187) — галактика в созвездии Пегас.
Этот объект входит в число перечисленных в оригинальной редакции «Нового общего каталога», а также включён в атлас пекулярных галактик.
В галактике вспыхнула сверхновая SN 2009nq типа Ia, её пиковая видимая звездная величина составила 16,2.